# Klyngon
Klyngon kan även vara ett dialektalt namn på blåbär.

Klyngon är ett släkte av steklar. Klyngon ingår i familjen finglanssteklar.
Kladogram enligt Catalogue of Life:
| Klyngon | \| \| Klyngon bouceki \| \| \| \| \| \| Klyngon jimenezi \| \| \| \| |
|         | \| \| Klyngon bouceki \| \| \| \| \| \| Klyngon jimenezi \| \| \| \| |
|         | Klyngon bouceki                                                      |
|         |                                                                      |
|         | Klyngon jimenezi                                                     |
|         |                                                                      |